# Numba
NumbaはPythonおよびNumPyのサブセットのソースコードを高速に実行する機械語に変換するJITコンパイラ。llvmliteにて、LLVMをバックエンドに使用し、CPU向けにコンパイルする。Anaconda, Inc.がスポンサーになっている。
かつてはNVIDIA CUDA向けもNumba内で開発されていたが、Numba 0.61より非推奨になり、Numba CUDAに分離され、NVIDIAが開発することになった。

## 実行時コンパイル
Pythonの関数に @jit のデコレーターを付けることで、実行時にJITコンパイルされる。
下記の例においては、Numba 0.27.0において、Pythonよりも200倍高速に動作し、NumPyの組み込みのsum()関数よりも30%高速に動作する。
```
from
 
numba
 
import
 
jit

@jit

def
 
sum1d
(
ary
):

    
total
 
=
 
0.0

    
for
 
i
 
in
 
range
(
ary
.
shape
[
0
]):

        
total
 
+=
 
ary
[
i
]

    
return
 
total

```

## Numba CUDA
Numba CUDAはNVIDIAが開発していて、通常はCUDAカーネルをC++で記述するが、Numba CUDAはそれをPythonで記述できる。なお、CUDAカーネルをC++で記述するので構わないが、CUDAをPythonで実行したい場合は、PyCUDAやCUDA Pythonなどがある。
Numba CUDAのCUDAカーネル内では、Pythonの記法で記載するが、メモリ確保が出来ないため、NumPyのほとんどの機能は使えない。Numba CUDAはCuPyと併用することが出来て、CUDAカーネル外になるが、CuPyではNumPyの機能が使える。以下、CuPyを併用したときのB = A + A.Tのサンプルコード。
```
import
 
cupy
 
as
 
cp

from
 
numba
 
import
 
cuda

@cuda
.
jit

def
 
add_kernel
(
A
,
 
B
):

    
y
,
 
x
 
=
 
cuda
.
grid
(
2
)

    
B
[
y
,
 
x
]
 
=
 
A
[
y
,
 
x
]
 
+
 
A
[
x
,
 
y
]

A
 
=
 
cp
.
array
([[
1
,
 
2
],
 
[
3
,
 
4
]],
 
dtype
=
cp
.
float32
)

B
 
=
 
cp
.
zeros
(
A
.
shape
,
 
dtype
=
cp
.
float32
)

add_kernel
[
1
,
 
A
.
shape
](
A
,
 
B
)

print
(
B
)

print
(
A
 
+
 
A
.
T
)

```

## 参照
1. ↑  “Release 0.61.0” (21 1月 2025). 26 1月 2025閲覧。
2. 1 2  “Overview — Numba 0+untagged.1829.g8ec16ce.dirty documentation”. numba.readthedocs.io. 2025年2月16日閲覧。
3. ↑  “A Speed Comparison Of C, Julia, Python, Numba, and Cython on LU Factorization”. 2019年1月25日閲覧。
4. ↑  “Numba vs. Cython: Take 2”. 2019年1月25日閲覧。
5. ↑  “Tags · NVIDIA/numba-cuda”. 2025年2月16日閲覧。
6. ↑  “Writing CUDA Kernels — Numba CUDA documentation”. nvidia.github.io. 2025年3月8日閲覧。
7. ↑  “pycuda 2025.1 documentation”. documen.tician.de. 2025年3月8日閲覧。
8. ↑  “CUDA Python 12.8.0 documentation”. nvidia.github.io. 2025年3月8日閲覧。
9. ↑  “Supported Python features in CUDA Python — Numba CUDA documentation”. nvidia.github.io. 2025年3月8日閲覧。